# Jorge IV de Erbach-Fürstenau
El Conde Jorge IV de Erbach-Fürstenau (Hanau, 12 de mayo de 1646-20 de junio de 1678) fue un miembro de la alemana Casa de Erbach quien sostuvo los feudos de Fürstenau, Michelstadt, Reichenberg, Bad König y Breuberg.

## Biografía
Nacido en Hanau, era el octavo vástago y quinto hijo varón (aunque el tercero superviviente) del Conde Jorge Alberto I de Erbach-Schönberg y de su tercera esposa Isabel Dorotea, hija del Conde Jorge Federico II de Hohenlohe-Waldenburg en Schillingsfürst.
Debido a que él y sus hermanos eran todavía menores de edad cuando su padre murió en 1647, la tutela y gobierno de los dominios de Erbach fueron asignados al mayor de sus hermanastros, Jorge Ernesto, quien gobernó en solitario hasta su muerte en 1669, sin descendencia. Jorge IV y sus hermanos menores supervivientes Jorge Luis I y Jorge Alberto II sostuvieron conjuntamente los territorios de Erbach hasta 1672, cuando fue efectuada una división formal de sus posesiones: Jorge IV recibió los distritos de Fürstenau, Michelstadt, Bad König y Breuberg.
Jorge IV siguió una carrera militar, y finalmente fue nombrado mayor general en los Países Bajos. Murió en el río Waal cerca de Tiel, a la edad de 32 años, al final de la guerra franco-holandesa, y fue enterrado en Michelstadt.

## Matrimonio e hijos
En Arolsen el 22 de agosto de 1671 Jorge IV contrajo matrimonio con Luisa Ana (18 de abril de 1653 - 30 de junio de 1714), heredera de Culemborg e hija del Príncipe Jorge Federico de Waldeck con su esposa Isabel Carlota de Nassau-Siegen. Tuvieron cuatro hijos:
- Sofía Carlota (23 de septiembre de 1672 - abril de 1673).
- Amalia Mauriciana (1674-1675).
- Guillermo Federico (marzo de 1676 - 18 de agosto de 1676).
- Carlota Guillermina Albertina (póstumamente el 18 de septiembre de 1678 - 20 de marzo de 1683).

Debido a que murió sin herederos varones supervivientes, sus dominios revirtieron a sus hermanos, que se los dividieron entre ellos.